# 1 حامل رأس الغول
1 حامل رأس الغول (بالإنجليزية: 1 Persei)‏، هو نجم ثنائي انكسافي يقع في كوكبة حامل رأس الغول.

## روابط خارجية
- 1 حامل رأس الغول على موقع ويكي سكاي: DSS2, SDSS, GALEX, IRAS, Hydrogen α, X-Ray, Astrophoto, Sky Map, Articles and images